# Susana de Eleuterópolis
Susana de Eleuterópolis foi uma diaconisa cristã martirizada em 362 durante as perseguições do último imperador romano pagão, Juliano, o Apóstata.

## Vida e obras
Susana nasceu em Eleuterópolis, na Palestina, e era filha de Artêmio, um sacerdote pagão, e Marta, uma judia. Depois da morte dos dois, ela se converteu ao cristianismo e foi feita diaconisa. Quando Juliano tentou reverter a adoção do cristianismo pelo Império Romano, ela foi presa, torturada e morta enquanto rezava em sua cela pelo prefeito local, um tal Alexandre.